# Gakushūin
Gakushūin (jap. 学習院) – zespół prywatnych, prestiżowych szkół w Toshimie. Składa się z przedszkola, szkół średnich i uniwersytetu.

## Znani absolwenci
Jej absolwentami i studentami są członkowie rodziny cesarskiej (m.in.: cesarz Hirohito, cesarz Akihito) oraz dzieci bogatych i wpływowych rodzin japońskich.